# Termitoderus sandsi
Termitoderus sandsi är en skalbaggsart som beskrevs av Jan Krikken 2008. Termitoderus sandsi ingår i släktet Termitoderus och familjen Aphodiidae. Inga underarter finns listade i Catalogue of Life.